# ماوريسيو بينيا (لاعب كرة قدم)
ماوريسيو بينيا (بالإسبانية: Mauricio Peña Almada)‏ (11 نوفمبر 1959 بمدينة مكسيكو في المكسيك - 31 أغسطس 2010 في المكسيك) هو لاعب كرة قدم مكسيكي في مركز الوسط. لعب مع نادي أونيفرسيداد ناسيونال ونادي نيكاكسا.